# Warhammer: Invasion
 (février 2025).
La mise en forme du texte ne suit pas les recommandations de Wikipédia : il faut le « wikifier ».
Les points d'amélioration suivants sont les cas les plus fréquents. Le détail des points à revoir est peut-être précisé sur la page de discussion.
- Les titres sont pré-formatés par le logiciel. Ils ne sont ni en capitales, ni en gras.
- Le texte ne doit pas être écrit en capitales (les noms de famille non plus), ni en gras, ni en italique, ni en « petit »…
- Le gras n'est utilisé que pour surligner le titre de l'article dans l'introduction, une seule fois.
- L'italique est rarement utilisé : mots en langue étrangère, titres d'œuvres, noms de bateaux, etc.
- Les citations ne sont pas en italique mais en corps de texte normal. Elles sont entourées par des guillemets français : « et ».
- Les listes à puces sont à éviter, des paragraphes rédigés étant largement préférés. Les tableaux sont à réserver à la présentation de données structurées (résultats, etc.).
- Les appels de note de bas de page (petits chiffres en exposant, introduits par l'outil «  Source ») sont à placer entre la fin de phrase et le point final[comme ça].
- Les liens internes (vers d'autres articles de Wikipédia) sont à choisir avec parcimonie. Créez des liens vers des articles approfondissant le sujet. Les termes génériques sans rapport avec le sujet sont à éviter, ainsi que les répétitions de liens vers un même terme.
- Les liens externes sont à placer uniquement dans une section « Liens externes », à la fin de l'article. Ces liens sont à choisir avec parcimonie suivant les règles définies. Si un lien sert de source à l'article, son insertion dans le texte est à faire par les notes de bas de page.
- La présentation des références doit suivre les conventions bibliographiques. Il est recommandé d'utiliser les modèles {{Ouvrage}}, {{Chapitre}}, {{Article}}, {{Lien web}} et/ou {{Bibliographie}}. Le mode d'édition visuel peut mettre en forme automatiquement les références.
- Insérer une infobox (cadre d'informations à droite) n'est pas obligatoire pour parachever la mise en page.

Pour une aide détaillée, merci de consulter Aide:Wikification.
Si vous pensez que ces points ont été résolus, vous pouvez retirer ce bandeau et améliorer la mise en forme d'un autre article.
Warhammer: Invasion est un Jeu de Cartes évolutif (JCE) ou Living Card Game (LCG) (variante de jeu de cartes à collectionner ) conçu par Eric M. Lang et produit par Fantasy Flight Games de 2009 à 2013, se déroulant dans l'univers de Warhammer Fantasy. Comme les autres JCE de Fantasy Flight, Warhammer: Invasion est vendu sous la forme d'un ensemble de base, qui peut être joué seul ou complété par des packs d'extension. Chaque pack contient un ensemble fixe de 3 exemplaires de chacune des 20 cartes. Les quatre premiers ont des decks dans la boîte de base, tandis que les decks des elfes sont disponibles dans l'extension Assaut sur Ulthuan.
Les ressources sont dépensées pour jouer des cartes. Chaque unité possède une Puissance (icône de Marteau sur fond rouge) qui s'ajoute à la zone dans laquelle elle est jouée.

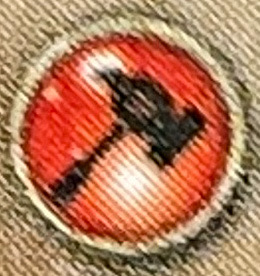
Icône de Pouvoir

Chaque zone a une défense de base de 8 PV qui peut être modifiée avec des cartes. (Le joueur peut toujours l'utiliser normalement mais il est marqué d'un pion « flamme ».) Le joueur qui réussit à détruire au moins deux zones de son adversaire remporte la partie.
L'extension "Cataclysme" a ajouté un mode multijoueur au jeu, et l'extension Royaumes oubliés (Hidden Kingdoms) a introduit quatre nouvelles factions, avec leurs propres capitales : les Hommes-lézards, les Elfes des bois, les Skavens et les Morts-vivants. Fantasy Flight a annoncé que "Royaumes secrets" sera la dernière extension du jeu.

## Packs de bataille
Les packs de bataille sont publiés par « cycles » de six. Chaque pack contient trois exemplaires de 20 cartes. (Le Cycle de la Corruption, cependant, a été imprimé sous un format différent, donc chaque paquet contient trois exemplaires de 10 cartes et un exemplaire de 10 autres cartes.)

## Extensions Deluxe
Les extensions "Deluxe" ajoutent de nouveaux éléments au jeu, notamment de nouveaux types de cartes, de nouvelles règles, etc. Toutes les extensions Deluxe fournissent trois exemplaires de chaque carte unique à l'exception d'Assaut sur Ulthuan qui contient 1, 2 ou 3 exemplaires de chaque carte, comme l'ensemble de base.